# Gwary szwabskie
Gwary szwabskie, język szwabski (Schwäbisch) – język zachodniogermański z grupy alemańskiej, używany przez 800 tysięcy osób (Szwabów) w Badenii-Wirtembergii. Ze względu na fakt, że rzadko bywa zapisywany, a użytkownicy posługują się na piśmie językiem niemieckim, potocznie jest określany jako gwara języka niemieckiego. Różni się jednak od standardowego języka niemieckiego bardziej niż dialekt bawarski.